# Pogoń Prudnik
O Klub Sportowy Pogoń Prudnik é um clube de Basquetebol localizado em Prudnik, Polónia que atualmente disputa a I Liga. Manda seus jogos na Hala ASiP (também chamado Hala Obuwnik) com capacidade para 1.600 pessoas.

## História
O Pogoń Prudnik foi fundado em 26 de outubro de 1954.

### Histórico de temporadas
| Season  | League              | Place |
| ------- | ------------------- | ----- |
| 1964/65 | II liga polska      | 4     |
| 1966/67 | II liga polska      | 6     |
| 1968/69 | II liga polska      | 10    |
| 1981/82 | III liga polska     | 1     |
| 1982/83 | II liga polska      | 6     |
| 1983/84 | II liga polska      | 9     |
| 1984/85 | II liga polska      | 3     |
| 1985/86 | II liga polska      | 5     |
| 1986/87 | II liga polska      | 4     |
| 1987/88 | II liga polska      | 5     |
| 1988/89 | II liga polska      | 5     |
| 1989/90 | II liga polska      | 2     |
| 1990/91 | II liga polska      | 7     |
| 1991/92 | II liga polska      | 7     |
| 1992/93 | II liga polska      | 3     |
| 1993/94 | II liga polska      | 4     |
| 1994/95 | II liga polska      | 4     |
| 1995/96 | II liga polska      | 8     |
| 1996/97 | II liga polska      | 12    |
| 1997/98 | III liga śląska     | 10    |
| 1997/98 | III liga śląska     | 3     |
| 1998/99 | III liga śląska     | 1     |
| 1999/00 | III liga opolska    | 1     |
| 2000/01 | III liga donośląska | 2     |
| 2001/02 | III liga śląska     | 5     |
| 2002/03 | III liga śląska     | 5     |
| 2003/04 | II liga polska      | 12    |
| 2004/05 | II liga polska      | 10    |
| 2005/06 | II liga polska      | 7     |
| 2006/07 | II liga polska      | 2     |
| 2007/08 | II liga polska      | 4     |
| 2008/09 | II liga polska      | 5     |
| 2009/10 | II liga polska      | 9     |
| 2010/11 | II liga polska      | 14    |
| 2011/12 | II liga polska      | 4     |
| 2012/13 | II liga polska      | 3     |
| 2013/14 | II liga polska      | 4     |
| 2014/15 | I liga polska       | 11    |
| 2015/16 | I liga polska       | 7     |
| 2016/17 | I liga polska       | 7     |
| 2017/18 | I liga polska       | 13    |
| 2018/19 | I liga polska       | 10    |
| 2019/20 | I liga polska       | 8     |